# 北海道道575号鹉川停车场线
北海道道575号鹉川停车场线（日语：北海道道575号鵡川停車場線）是一条位于北海道勇拂郡鹉川町的普通道级道路（北海道道）。

## 道路概况
- 起点：北海道勇拂郡鹉川町末广1丁目（JR北海道 鹉川站）
- 終点：北海道勇拂郡鹉川町末广2丁目
- 总距离：0.5千米

## 经过的自治体
- 胆振综合振兴局
  - 勇拂郡鹉川町

## 主要连接道路
- 北海道道10号千岁鹉川线（终点）

## 历史
- 1967年（昭和42年）3月31日 - 路線勘定（北海道告示第525号）